# Джордж Бенкрофт
Джордж Бенкрофт (англ. George Bancroft; 30 вересня 1882 — 2 жовтня 1956) — американський актор 1920-х і 1930-х років.

## Життєпис
Джордж Бенкфорт народився у Філадельфії, штат Пенсильванія, в 1882 році. Після закінчення Військово-морської академії США він не продовжив кар'єру на флоті, а став виступати в ревю з музичними і танцювальними номерами. У 1921 році Бенкфорт дебютував у кіно, де за короткі терміни домігся великого успіху і визнання. У 1920-х він запам'ятався своїми ролями в картинах «Втікачка» (1926), «Старі броненосці» (1926), «Підпілля» (1927), «Пристані Нью-Йорка» (1928), «Мережі зла» (1928) і «Громобій» (1929), за роль Джима Ланга в якому він був номінований на «Оскар» як найкращий актор.
Через нездатність пристосуватися до вимог звукового кіно актор до середини 1930-х перемістився на ролі другого плану, хоча іноді продовжував з'являтися у великих ролях в таких стрічках, як «Містер Дідс переїжджає до міста» (1936), «Ангели з брудними особами» (1938), «Диліжанс» (1939) і «Щоранку я вмираю» (1939). У 1942 році Джон Бенкфорт завершив акторську кар'єру і, покинувши Голлівуд, перебрався на ранчо у Південну Каліфорнію, де провів решту років разом з дружиною, актрисою Октавією Броск. Актор помер в Санта-Моніці в жовтні 1956 року у віці 74 років.

## Фільмографія
- 1925 — Розкішна дорога / The Splendid Road
- 1926 — Старі броненосці / Old Ironsides
- 1936 — «Містер Дідс переїжджає до міста» / Mr. Deeds Goes to Town — Маквейд
- 1938 — Янголи з брудними обличчями / Angels with Dirty Faces